# Bokaifushi
Bokaifushi est une petite île inhabitée des Maldives.

## Géographie
Bokaifushi est située au Sud des Maldives, à l'Est de l'atoll Hadhdhunmathi, dans la subdivision de Laamu. Elle est reliée par un pont à sa voisine Berasdhoo. Elle se trouve à environ 250 km de la capitale Malé.